# Атиг
А́тиг — посёлок городского типа в Нижнесергинском районе Свердловской области.
Образует городское поселение рабочий посёлок Атиг Нижнесергинского муниципального района как единственный населённый пункт в составе этого муниципального образования.

## Географическое положение
Атиг располагается в 7 километрах от города Нижние Серги и в 93 километрах от Екатеринбурга. Через Атиг проходит автодорога, соединяющая Дружинино и Нижние Серги, и железнодорожная линия Чусовская — Дружинино — Михайловский Завод — Бердяуш. В посёлке расположена станция Атиг Свердловской железной дороги.
Атиг расположен на западном склоне Уральских гор. Через посёлок протекает река Большой Атиг (правый приток Серги), образующая в черте посёлка Атигский пруд.

## История
Предполагается, что первоначально на месте современного посёлка Атига располагались башкирские поселения. Возникновение первого русского поселения связано с созданием Верхнесергинского железоделательного завода в 40-е годы XVIII века. После его запуска возникла необходимость в переправке выработанного железа до реки Уфы. В связи с этим в долине реки Серги стали возникать постоялые дворы. Один из них, расположенный на середине пути между Верхне- и Нижнесергинским заводами стал деревней Атиг. Первоначально, основным занятием местного населения являлся извоз, однако ситуация изменилась с пуском в 1790 году Атигского железоделательного завода М. П. Губиным. Это год считается годом основания рабочего посёлка Атиг. В последующие сто лет кирпичное производство стало основным занятием жителей посёлка. Однако в 1891 году железоделательный завод прекратил свою работу. На его месте в 1897 году было организовано метизное производство, просуществовавшее до 1964 года. В 1929 году Атиг получил статус посёлка городского типа. В 1962 году в Атиге был запущен новый машиностроительный завод, основной продукцией которого являлись детские велосипеды. Именно с этим производством связан период интенсивного развития поселка в 1960—80х годах. Дело в том, что детские велосипеды производились только на двух предприятиях на территории СССР — в Атиге и Шяуляее. В 1990-е годы завод пришёл в упадок, а в 2002 году был объявлен банкротом. Сейчас в посёлке действуют только несколько небольших деревообрабатывающих предприятий, а большая часть жителей работает за пределами посёлка.
С 1 октября 2017 года согласно областному закону N 35-ОЗ статус Атига изменён с рабочего посёлка на посёлок городского типа (без уточнения).

## Население
| 1959  | 1970  | 1979  | 1989  | 2002  | 2009  | 2010  |
| ----- | ----- | ----- | ----- | ----- | ----- | ----- |
| 4220  | ↗4239 | ↗4462 | ↗4499 | ↘3906 | ↘3691 | ↘3405 |
| 2011  | 2012  | 2013  | 2014  | 2015  | 2016  | 2017  |
| ↘3391 | ↘3340 | ↘3307 | ↘3260 | ↘3217 | ↘3201 | ↘3184 |
| 2018  | 2019  | 2020  | 2021  | 2023  |       |       |
| ↘3162 | ↘3106 | ↗3313 | ↘2954 | ↘2910 |       |       |

## Местное самоуправление
Основным нормативным правовым актом посёлка Атиг, устанавливающим систему местного самоуправления, правовые, экономические и финансовые основы местного самоуправления и гарантии его осуществления на территории муниципального образования, является Устав муниципального образования «рабочий посёлок Атиг», принятый решением Думы муниципального образования рабочий посёлок Атиг от 20 декабря 2005 года. Структуру органов местного самоуправления составляют Дума муниципального образования рабочий посёлок Атиг, Глава муниципального образования рабочий посёлок Атиг, Администрация муниципального образования рабочий посёлок Атиг.
Дума муниципального образования рабочий посёлок Атиг
Представительный орган местного самоуправления, состоящий из 10 депутатов, избираемых на муниципальных выборах на основе всеобщего равного и прямого избирательного права при тайном голосовании сроком на 4 года. Выборы осуществляются по двум многомандатным округам. Организацию деятельности Думы осуществляет председатель Думы муниципального образования рабочий посёлок Атиг, избираемый Думой из своего состава на первом заседании открытым голосованием. Председателем Думы в настоящий момент является Александр Степанович Шершнев. 8 сентября 2013 года прошли выборы третьего созыва Думы.
Глава муниципального образования рабочий посёлок Атиг
Является высшим должностным лицом муниципального образования. Он избирается сроком на 4 года на муниципальных выборах всеобщим тайным голосованием. На последних прошедших выборах 16 декабря 2012 года победил — Морозов Владимир Сергеевич.
Администрация муниципального образования рабочий посёлок Атиг
Исполнительно-распорядительный орган муниципального образования. Администрация муниципального образования рабочий посёлок Атиг формируется главой муниципального образования рабочий посёлок Атиг в соответствии со штатным расписанием. Структура администрации муниципального образования утверждается Думой по представлению Главы муниципального образования.

## Достопримечательности
В Атиге расположен Приход во имя Тихвинской иконы Божией Матери. Деревянная Тихвинская церковь была освящена в 1844 году. Она была закрыта в 1930-е годы и использовалась как зернохранилище. В 1955 году церковь была снесена. На её месте были организованы школьный сад и памятник погибшим в Великой Отечественной войне. В 1991 году Приход во имя Тихвинской иконы Божией Матери был воссоздан. В настоящее время в посёлке построен деревянный храм.
Другой достопримечательностью посёлка является родник. Он давно известен среди местных жителей. Воде из родника приписываются целебные свойства. Покровительницей родника считается Божия Матерь. В 2000-е годы родник был обустроен, русло выложено камнем, построена беседка. 5 июня 2007 года родник был освящён Архиепископом Екатеринбургским и Верхотурским Викентием.